# Adriaen Isenbrant
Adriaen Isenbrant (entre 1480 et 1490 - juillet 1551, Bruges), est un peintre de la Renaissance flamande.
L'identification réalisée à l'occasion de l'Exposition des Primitifs flamands et d'Art ancien de Bruges en 1902 par Georges Hulin de Loo d'Adriaen Isenbrant au Maître de la Vierge des Sept Douleurs n'a pas été contestée à l'époque. Le corpus d'œuvres qui lui a été de ce fait attribué a été complété en 1933 par Friedländer, puis par différents critiques jusqu'à constituer un important catalogue. Cependant, à la suite de l'exposition de Bruges de 1998 « Bruges et la Renaissance », l'historien d'art Lorne Campbell a attribué les peintures conservées à la National Gallery de Londres traditionnellement données à Isenbrant à Albert Cornelis. C'est ainsi que, par exemple, la Madeleine dans un paysage, huile sur panneau de chêne, 41,4 × 32,2 cm, The National Gallery, Londres, inv. NG 2585, figure maintenant sous le nom d'Albert Cornelis dans le catalogue The sixteenth century Netherlandish Paintings with French paintings before 1600 publié en 2014 par le musée.
On trouve mention d'Adrien Isenbrant en 1510 lorsqu'il entre dans la guilde des peintres de Bruges. Dans sa notice nécrologique de 1551, il est mentionné qu'il a reçu le titre honorifique de meester, ce qui témoigne d'une carrière prolifique, parallèlement à des postes d'importance au sein de la guilde.
Selon H. Pauwels, il avait probablement un grand atelier spécialisé dans les sujets religieux et les peintures de dévotion car sa production est abondante.
En 1520, il participe à la création des décors de l'Entrée triomphale de l'empereur Charles Quint à Bruges.
Antonius Sanderus loue la maîtrise de l'artiste dans le rendu des visages et indique qu'il a été l'élève de Gérard David. Cependant, cette assertion est réfutée par le fait qu'il était déjà maître lorsqu'il s'installa à Bruges.

## Œuvres
Aucun tableau d'Adriaen Isenbrant n'étant signé ou documenté, le catalogue de ses œuvres reste hypothétique.

### Adriaen Isenbrant
- Vierge des Sept Douleurs, Église Notre-Dame, Bruges (fig. 1).
- Vierge à l'enfant, Huile sur panneau 31,5 x22,5 cm Fondation Bemberg, Toulouse
- Lamentation sur le Christ mort, huile, 37 x 40 cm, Musées royaux des beaux-arts, Anvers, inv. 571.[réf. 1]
- Portrait de Paulus de Nigro, 1518, huile sur bois, 34,5 × 27,5 cm, Groeningemuseum, Bruges, inv. 0000.GRO1280.I.[réf. 2]
- Triptyque avec Madone, saint Jean Baptiste et saint Jérôme, huile sur panneaux, 92 x 69,7 cm, Groeningemuseum, Bruges, inv. 0000.GRO1376.I.[réf. 3]
- Triptyque avec présentation au temple, 1510, huile sur panneaux, 42,6 x 60,5 cm, Sint-Salvatorskathedraal, Bruges, inv. 0301.S.034.[réf. 4]
- Triptyque de l'Assomption de la Vierge, huile sur bois de chêne, hauteur : 115 cm, panneau central : 86 cm, volets : 37 cm, Musée national du Moyen Âge, Paris, inv. Cl.23758.[réf. 5]
- Repos pendant la fuite en Égypte, huile sur panneau, 28,1 x 38,5 cm, Museum voor Schone Kunsten, Gand, inv. 1914-CE.[réf. 6]
- Christ de douleur, huile sur panneau, 46 x 29 cm, Museo Nacional del Prado, Madrid, inv. P02818.[réf. 7]
- Pieta, Église San Gil Abad, Burgos[réf. 8].
- Vierge à l'Enfant, huile sur panneau, tondo Ø 21,2 cm, Museu Nacional Machado de Castro, Coimbra, inv. MNMC 3351.[réf. 9]
- Christ couronné d'épines et Vierge de pitié, huile sur toile transféré du bois, 105,4 x 92,7 cm, The Metropolitan Museum of Art, New York, inv. 04.32 (fig. 2).[réf. 10]
- Homme pesant des pièces d'or, huile sur bois, 50,8 x 30,5 cm, avec bandes latérales de 4,5 cm à gauche et à droite, The Metropolitan Museum of Art, New York, inv. 32.100.36.[réf. 11]
- Triptyque de la vie de la Vierge, huile sur panneaux, panneau central 31,4 x 25,7 cm, panneaux latéraux 31,4 x 12,7 cm, The Metropolitan Museum of Art, New York, inv. 13.32a–c.[réf. 12]
- L'Adoration des mages, huile sur bois, 33,5 cm × 27,4 cm, collection Michal et Renata Horstein, Musée des beaux-arts de Montréal, inv. 2012.49.[réf. 13]
- Mariage mystique de sainte Catherine, huile sur panneau, Alte Pinakothek, Munich, inv. 13191 (fig. 3).[réf. 14]
- Sainte Madeleine lisant, huile sur bois, 36,2 x 28,4 cm, Dijon, musée des beaux-arts de Dijon[8]

### Adriaen Isenbrant et Joachim Patinier
- Repos pendant la fuite en Égypte, huile sur panneau, 91,4 x 71,1 cm, The Huntington Library, San Marino, inv. 26.94.[réf. 15]

### Atelier d'Adriaen Isenbrant
- Adam et Éve, huile sur panneau de chêne, 48,6 x 37,8 cm, Fine Arts Museums of San Francisco, inv. 1962.10 (fig. 4).[réf. 16]

### Attribuée à Adriaen Isenbrant
- Vierge à l'Enfant, huile sur toile, 94 x 68,6 cm, The Huntington Library, San Marino, inv. 26.90 (fig. 5).[réf. 17]

### Attribution douteuse
- La Vierge à l'Enfant, huile sur panneau cintré, 95 x 64 cm, attribution à Isenbrant dans la Collection Bentinck-Thyssen, Luxembourg[9], attribution rejetée dans la vente Sotheby du 25 janvier 2001[10].

## Galerie

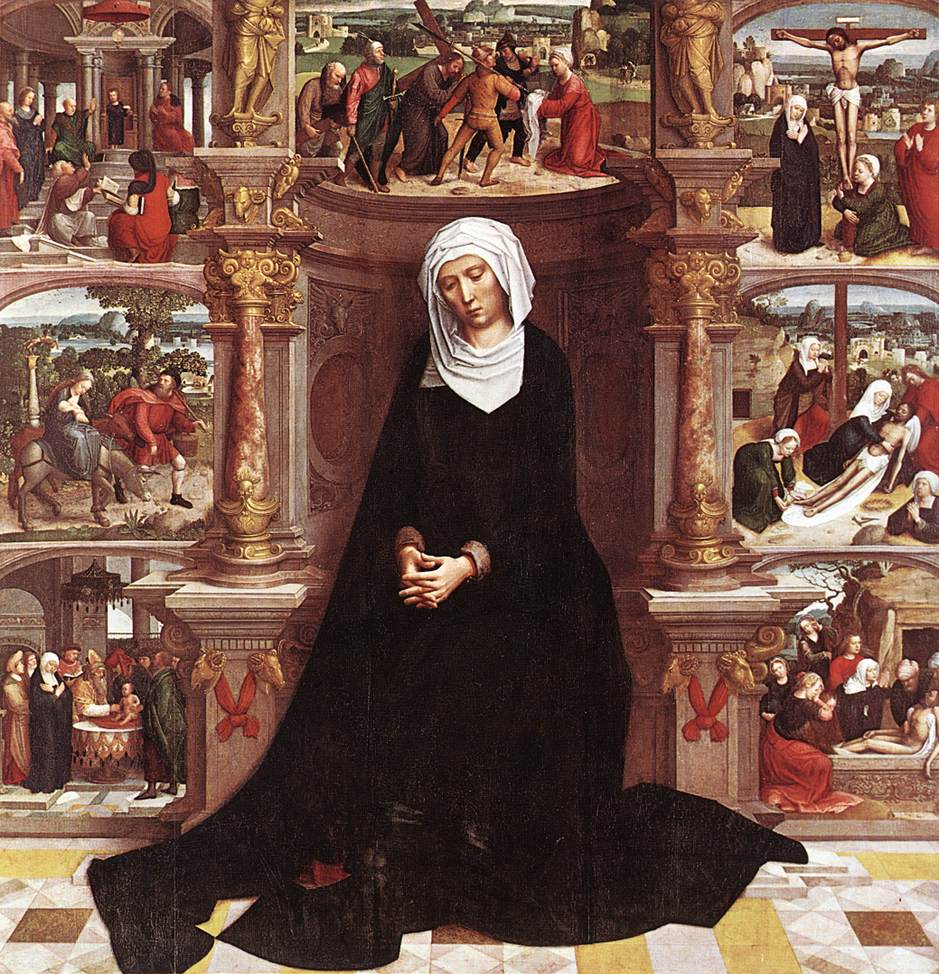
1. Vierge des Sept Douleurs, église Notre-Dame, Bruges.
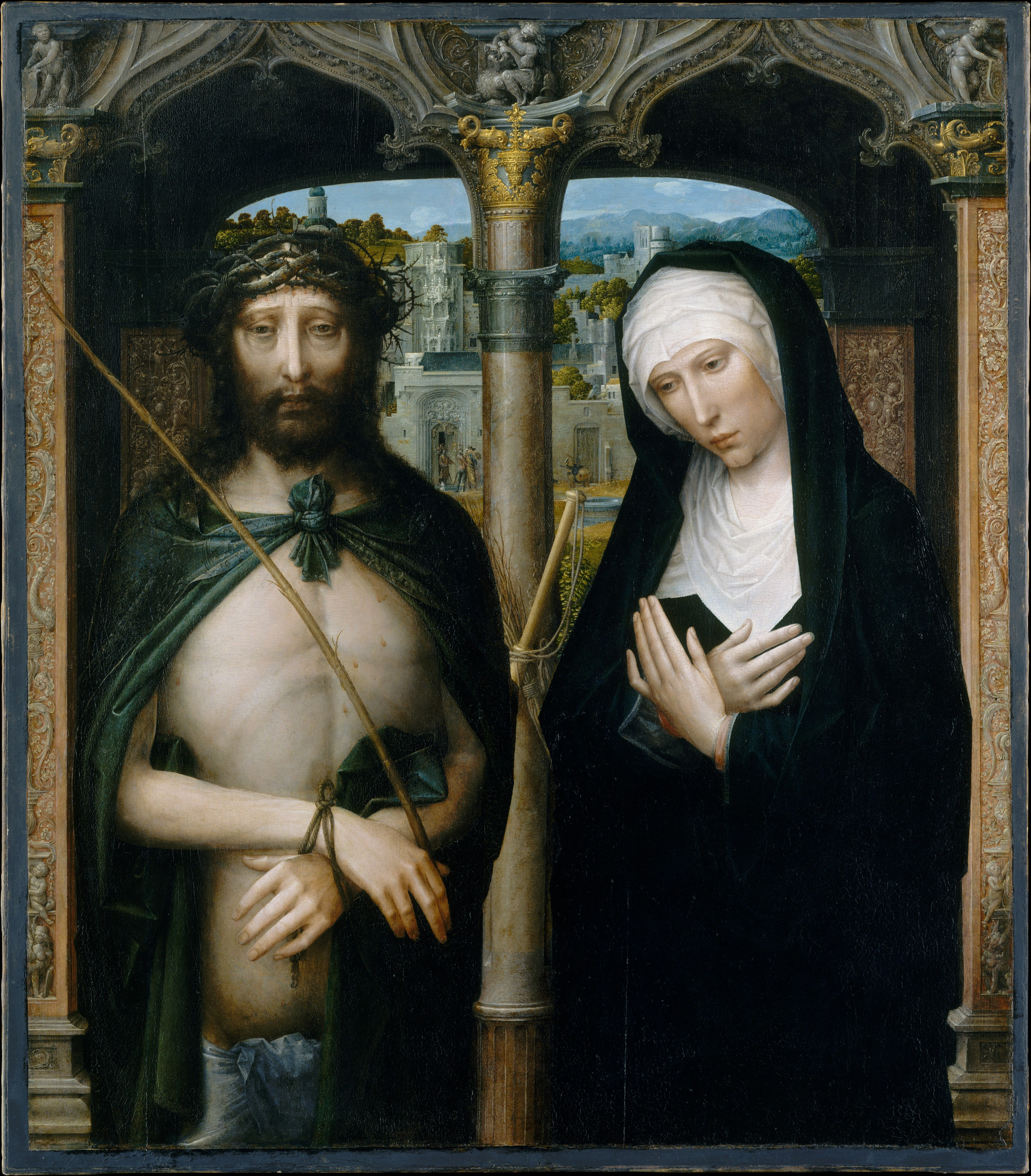
2. Christ couronné d'épines et Vierge de pitié, The Metropolitan Museum of Art, New York.
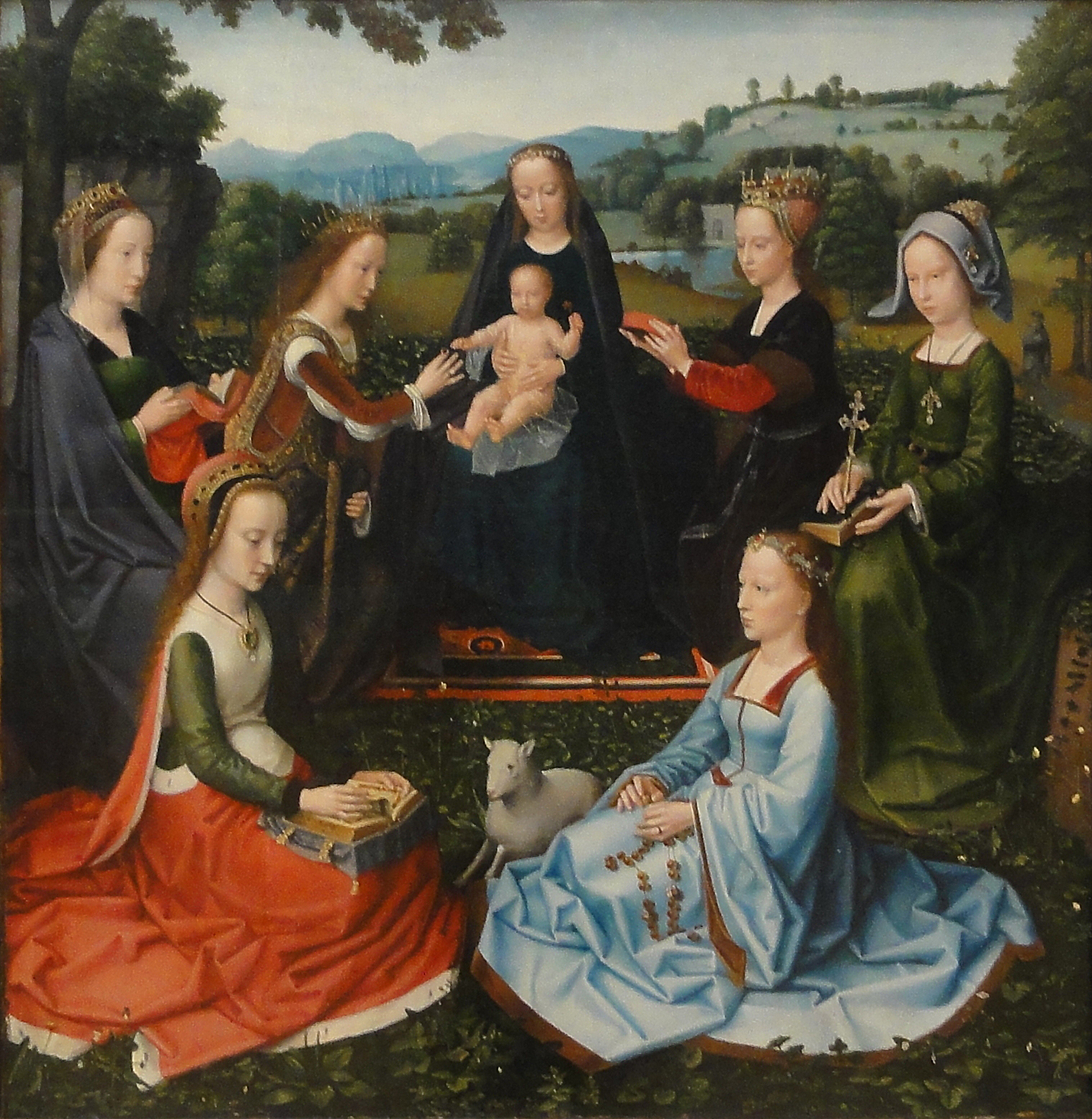
3. Mariage mystique de sainte Catherine, Alte Pinakothek, Munich.
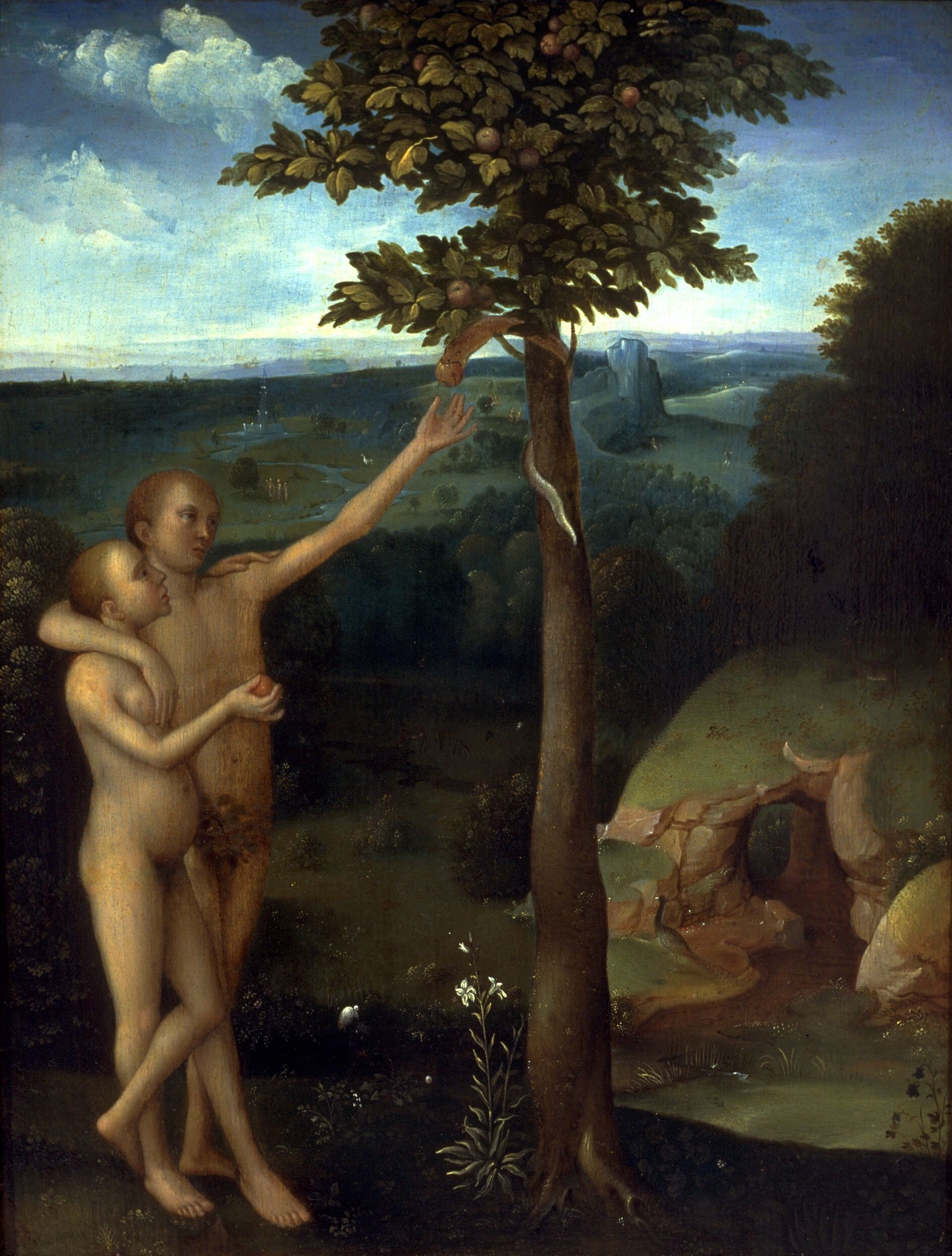
4. Adam et Éve, Fine Arts Museums of San Francisco.
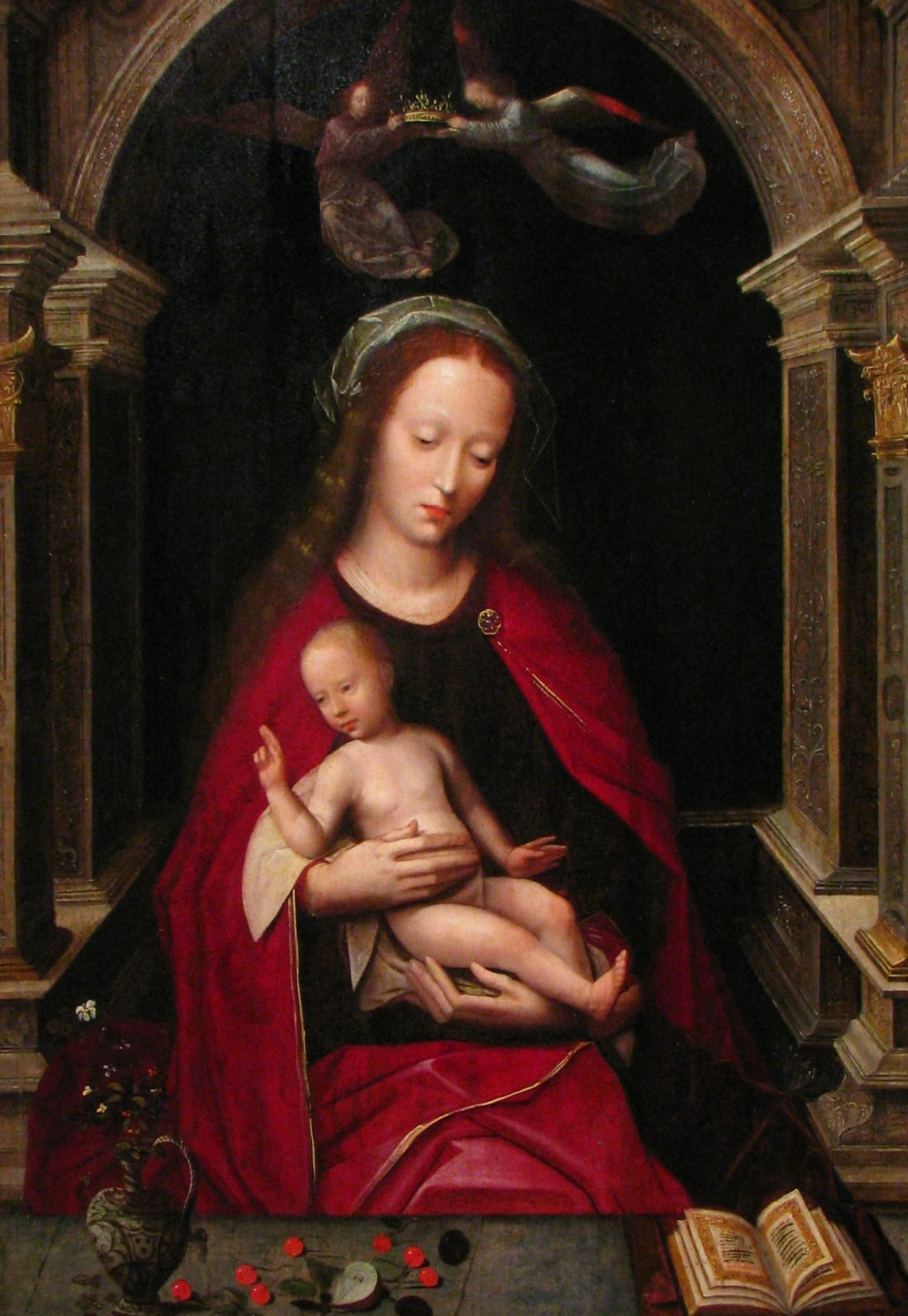
5. Vierge à l'Enfant, The Huntington Library, San Marino.